# 위험

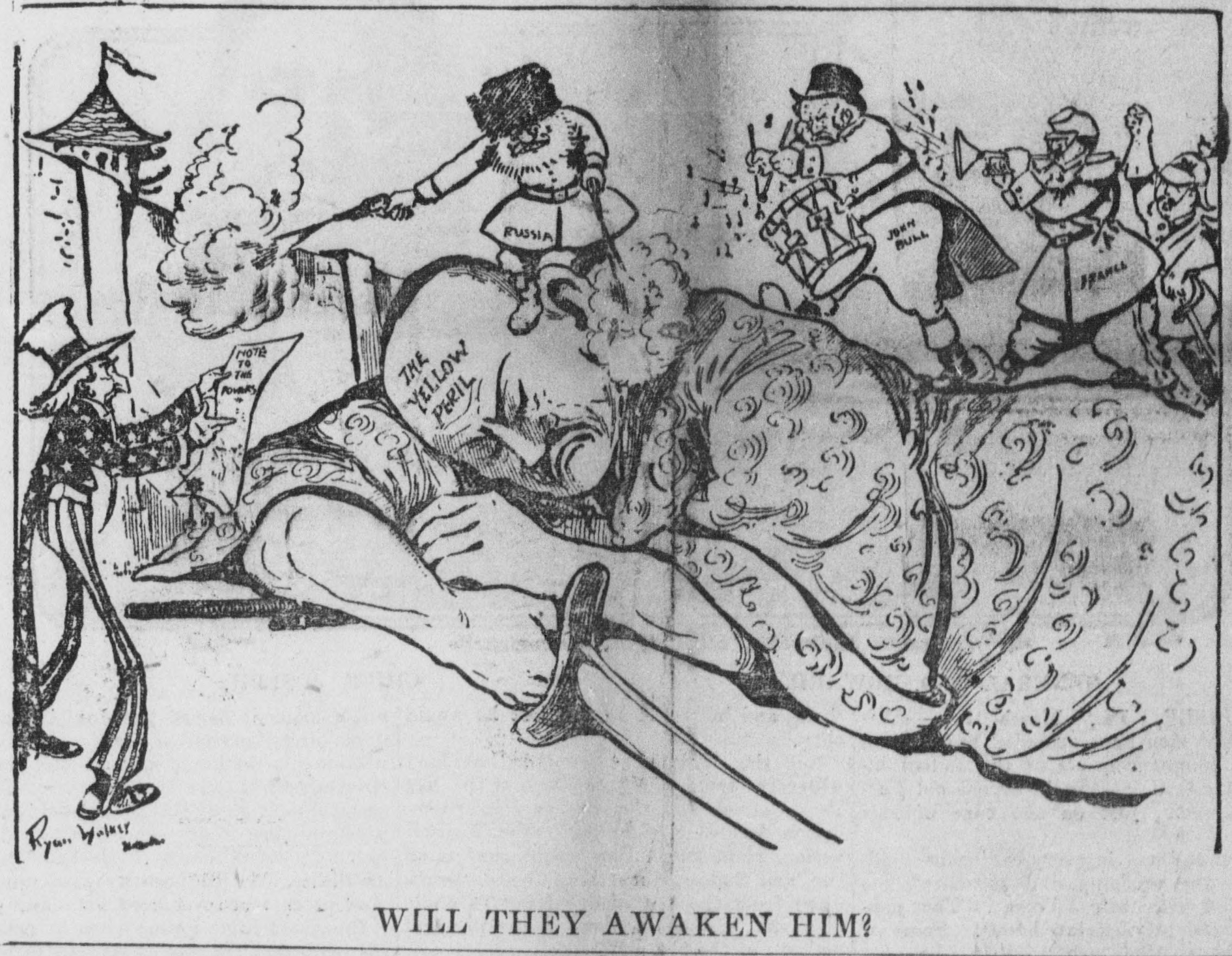

위험(危險)에 관한 정의는 여러 가지가 있지만, 일반적으로 손해의 가능성을 의미하는 개념이다. 가치를 잃거나 얻을 수 있는 잠재성을 의미하기도 한다. 리스크(risk)라고도 한다.
위험은 잠재적인 피해의 원인이다. 물질, 사건 또는 상황은 그 성격상, 심지어 이론적으로라도 건강, 생명, 재산 또는 기타 가치 이익에 피해를 입힐 수 있는 경우 위험을 구성할 수 있다. 잠재적인 피해의 규모와 결합하여 특정 사건에서 피해가 실현될 확률이 위험을 구성한다.
위험은 여러 방법으로 분류될 수 있다. 이는 자연적, 인위적, 기술적 또는 인간이 만든 기후 변화로 인해 산불이 더 흔해지거나 건축 관행의 변화로 인해 더 해로워지는 자연 현상의 경우와 같이 임의의 조합으로 분류될 수 있다. 방출되면 손상을 일으킬 수 있는 저장된 에너지가 존재하는 다양한 형태의 위험에 대한 공통 주제이다. 저장된 에너지는 화학적, 기계적, 열적 위험, 영향을 받을 수 있는 인구 및 관련 위험의 심각성 등 다양한 형태로 발생할 수 있다. 대부분의 경우 위험은 다양한 대상에 영향을 미칠 수 있으며 다른 대상에는 거의 또는 전혀 영향을 미치지 않는다.
위험 식별은 잠재적인 목표가 정의되어 있다고 가정하며 위험 평가 수행의 첫 번째 단계이다.

## 특성
위험은 특성에 따라 분류될 수 있다. 이러한 요소는 특정 프로세스가 아닌 지구물리학적 사건과 관련이 있다.
1. 피해지역의 면적
2. 한 지점에서의 충격의 강도
3. 한 지점에서의 영향 지속 시간
4. 사건발생속도
5. 사건의예측가능성

예를 들어, 자연 재해는 "생물권, 수권, 암석권 또는 대기에서 발생하는 극단적인 사건" 또는 지진, 산사태, 허리케인 및 쓰나미를 포함하는 "인류와 복지에 대한 잠재적인 위협"으로 정의될 수 있다. 기술 및 인간이 만든 위험에는 폭발, 독성 물질 방출, 심각한 오염 사건, 구조적 붕괴, 운송, 건설 및 제조 사고 등이 포함된다. 또한 급속하게 발생하는 자연 위험, 기술적 위험, 사회적 위험을 구분할 수 있다. 갑작스럽게 발생하고 상대적으로 짧은 기간 동안 발생하는 위험, 그리고 사막화 및 가뭄과 같은 장기적인 환경 악화의 결과이다.
위험을 정의하면서 Keith Smith는 위험으로 정의될 수 있는 것은 인간이 존재하여 위험이 되는 경우에만 위험이고 그렇지 않으면 단지 관심 있는 사건일 뿐이라고 주장한다. 이런 의미에서 우리가 적대적이거나 위험한 것으로 간주할 수 있는 환경 조건은 자연 현상의 범위 내에서 자원과 위험을 식별하는 것이 우리의 인식, 인간 위치 및 행동이라는 점에서 중립적으로 볼 수 있다. 이와 관련하여, 환경 위험에 대한 인간의 민감도는 물리적 노출(통계적 변동성과 관련된 위치에서의 자연적 및 기술적 사건)과 인간의 취약성(동일한 위치의 사회적, 경제적 관용에 대한)이 결합된 것이다.

## 같이 보기
- 위험관리
- 기후 변화